# 마산회원구

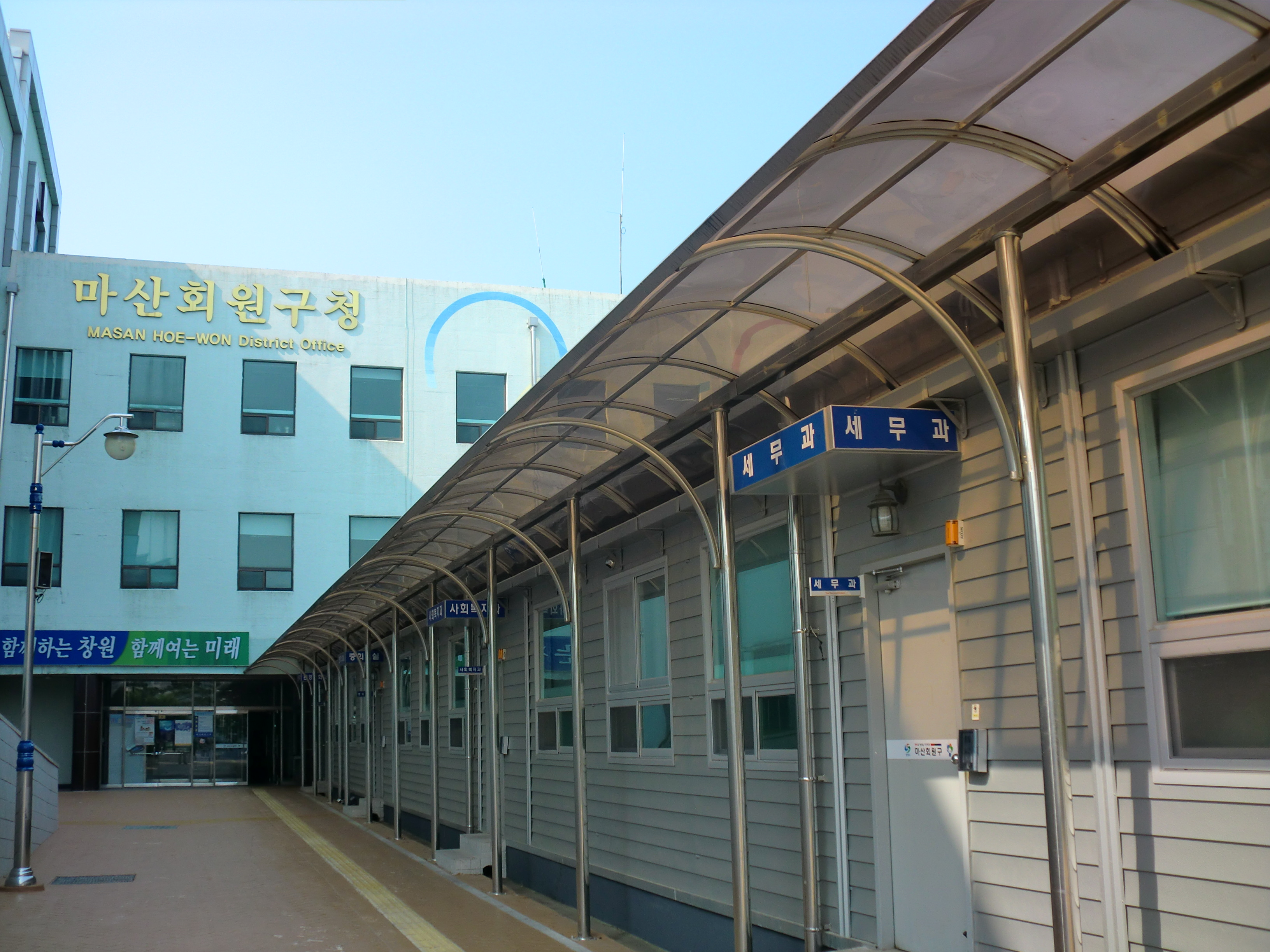
마산회원구청사

마산회원구(馬山會原區)는 대한민국 경상남도 창원시의 북서부에 있는 구이다. 마산종합운동장 내 올림픽기념생활관을 임시 구청사로 쓰고 있다.

## 역사

### 1989년 이전
고려시대였던 1282년에 '회원현'(檜原縣)이라는 이름으로 처음 '회원'이 지명으로 사용되었으며, 1378년에 지금의 구암동 일대에 합포성이 축조되었다. 또, 비슷한 시기 현재의 마산합포구 자산동 몽고정 부근에 회원현을 중심으로 한 토성이 축조되었다. 이후 조선 태종 때인 1408년에 창원부 서면으로 편입되었고, 1910년 10월 1일 창원부가 마산부로 개칭되었으며, 1949년 8월 15일에 마산시가 설치되었다.

### 마산시 회원구
1989년에 마산시 회원출장소로 설치되었다가 마산시 인구가 50만명을 넘으면서 1990년 7월 1일 구제(區制)가 실시되어 '회원구(會原區)'가 신설되었다. 1995년 1월 1일에 창원군이 해체되어 각각 마산시, 창원시와 통합하면서 창원군의 내서면이 회원구에 편입되었고, 같은 해 3월 내서읍으로 승격되었다. 그러나, 1990년대 초 인근의 계획도시인 창원시로 인구 유출이 가속화되어 1995년 도농통합 직전에는 마산시 인구가 35만명까지 줄었고, 1997년 창원시가 인구 50만명을 넘은 후에도 구제를 실시하지 않자 인구 40만명의 마산시에 구제를 유지하는 것은 비효율적이라는 지적이 잇따라 2000년에 구가 폐지되었다.

### 창원시 마산회원구
2010년 창원시, 진해구와 통합하면서 같은 해 2월 17일 통합시 명칭을 창원시로 확정하고 국회의원 선거구를 따라 5개 구(區)를 설치하기로 하였고, 같은 해 4월 17일부터 4월 21일까지 실시된 구 명칭 공모에서 당시 마산시 을선거구에 해당하던 이 지역은 과거에 사용했던 '회원'을 가장 선호하는 것으로 나타났다. 그러나, 마산시에 2개 구가 설치되면서 '마산'이라는 지명이 행정구역에서 사라진다는 정서적 위화감 때문에 2010년 5월 6일 통합준비위원회 제13차 회의에서 '마산'이 포함된 '마산회원구'라는 구이름이 최종 결정되었다. 2010년 7월 1일 마산시·창원시·진해시가 통합하면서 창원시 마산회원구(馬山會原區)로 신설되었으며, 이날 마산회원구청에서 개청식이 있었다.

## 행정 구역
마산회원구의 행정 구역은 1읍 12동 71리 256통 2,141반로 구성되어 있다. 마산회원구의 면적은 90.58 km2이며, 인구와 세대는 2016년 4월 30일을 기준으로 다음과 같다.
| 행정동     | 한자       | 면적  | 인구    | 세대   | 행정 구역           |
| ---------- | ---------- | ----- | ------- | ------ | ------------------- |
| 내서읍     | 內西邑     | 55.84 | 71,633  | 24,693 | 마산회원구 행정구역 |
| 회원1동    | 檜原1洞    | 0.73  | 12,132  | 5,474  | 마산회원구 행정구역 |
| 회원2동    | 檜原2洞    | 3.36  | 13,230  | 5,712  | 마산회원구 행정구역 |
| 석전동     | 石田洞     | 0.80  | 16,123  | 6,993  | 마산회원구 행정구역 |
| 회성동     | 檜城洞     | 9.55  | 7,634   | 3,417  | 마산회원구 행정구역 |
| 양덕1동    | 陽德洞     | 0.77  | 12,885  | 5,606  | 마산회원구 행정구역 |
| 양덕2동    | 陽德洞     | 1.73  | 30,021  | 12,021 | 마산회원구 행정구역 |
| 합성1동    | 合城1洞    | 5.78  | 7,748   | 3,670  | 마산회원구 행정구역 |
| 합성2동    | 合城2洞    | 1.93  | 10,054  | 4,887  | 마산회원구 행정구역 |
| 구암1동    | 龜岩1洞    | 2.38  | 11,068  | 4,728  | 마산회원구 행정구역 |
| 구암2동    | 龜岩2洞    | 0.74  | 11,240  | 4,479  | 마산회원구 행정구역 |
| 봉암동     | 鳳岩洞     | 6.16  | 4,238   | 2,090  | 마산회원구 행정구역 |
| 마산회원구 | 馬山檜原區 | 90.58 | 212,006 | 83,770 | 마산회원구 행정구역 |

## 인구 추이
창원시 마산회원구(에 해당하는 영역)의 연도별 인구 추이
| 연도   | 총인구    |  |
| ------ | --------- |  |
| 2010년 | 227,450명 |  |
| 2015년 | 211,791명 |  |
| 2020년 | 193,975명 |  |

## 주요 시설
| - 마산우체국 - 마산동부경찰서 - 경남은행 본점 - 철도역 - 마산역 - 중리역 - 버스터미널 - 마산고속버스터미널 - 마산시외버스터미널 - 내서고속버스터미널 - 고속도로 - 내서 분기점 - 서마산 나들목 - 동마산 나들목 - 마산자유무역지역 - 창원야구장(구 마산종합운동장) - 마산종합운동장 야구장 - 3·15아트센터 - 국립 3·15민주묘지 - MBC경남 창원본부(MBC경남) - 경남도민일보 | - 대학 시설 - 마산대학 - 창신대학 - 고등학교 - 마산내서여자고등학교 - 마산공업고등학교 - 마산구암고등학교 - 마산제일고등학교 - 무학여자고등학교 - 창신고등학교 - 한일전산여자고등학교 - 중학교 - 광려중학교 - 내서중학교 - 마산동중학교 - 마산중앙중학교 - 무학여자중학교 - 삼계중학교 - 합포여자중학교 - 호계중학교 - 초등학교 - 각 동별 문서 참조 - 특수학교 - 경남혜림학교 - 도서관(창원시 도서관사업소) - 마산회원도서관 - 내서도서관 |

## 갤러리

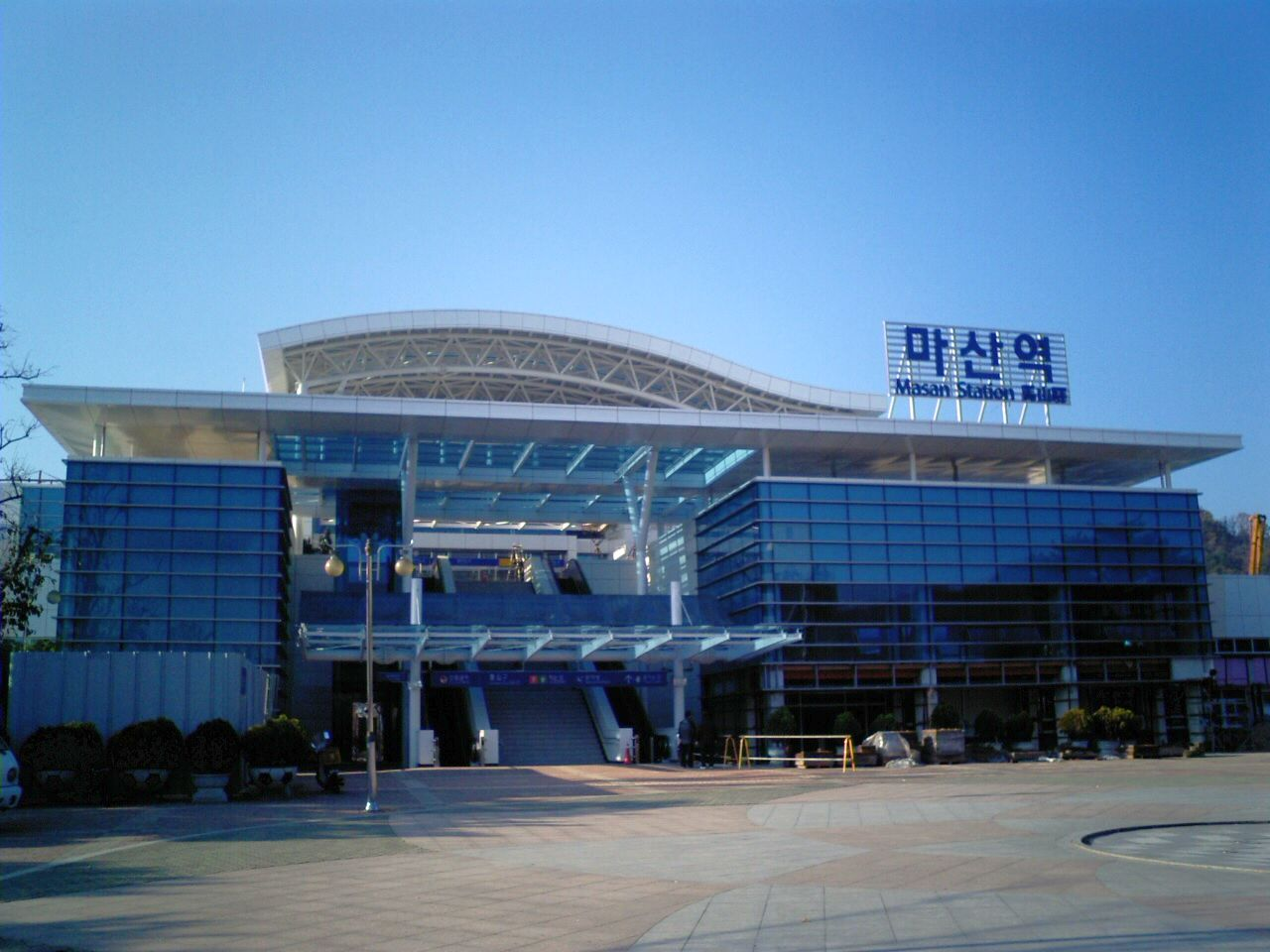
마산역
마산시외버스터미널
MBC경남창원본부
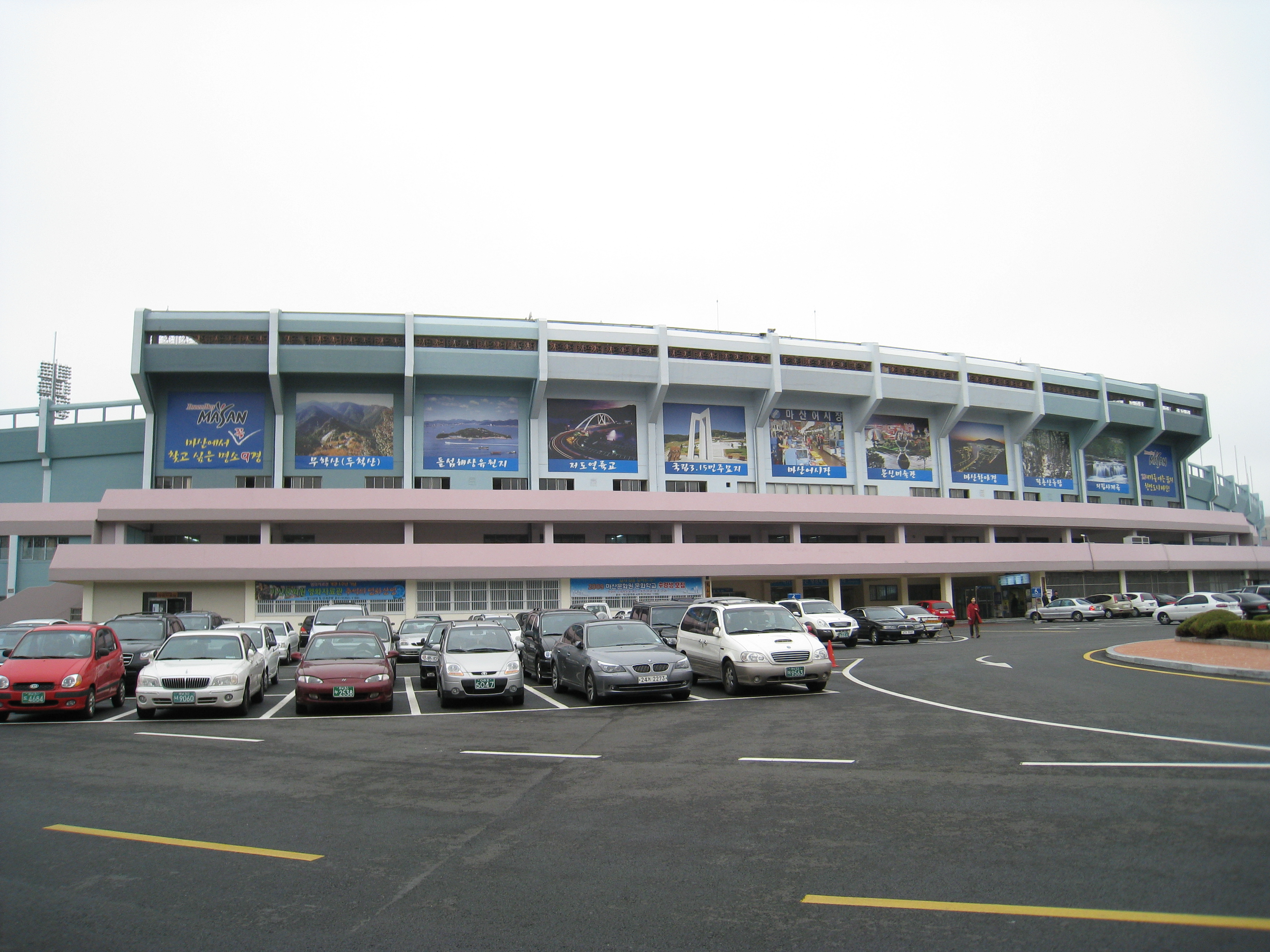
마산종합운동장
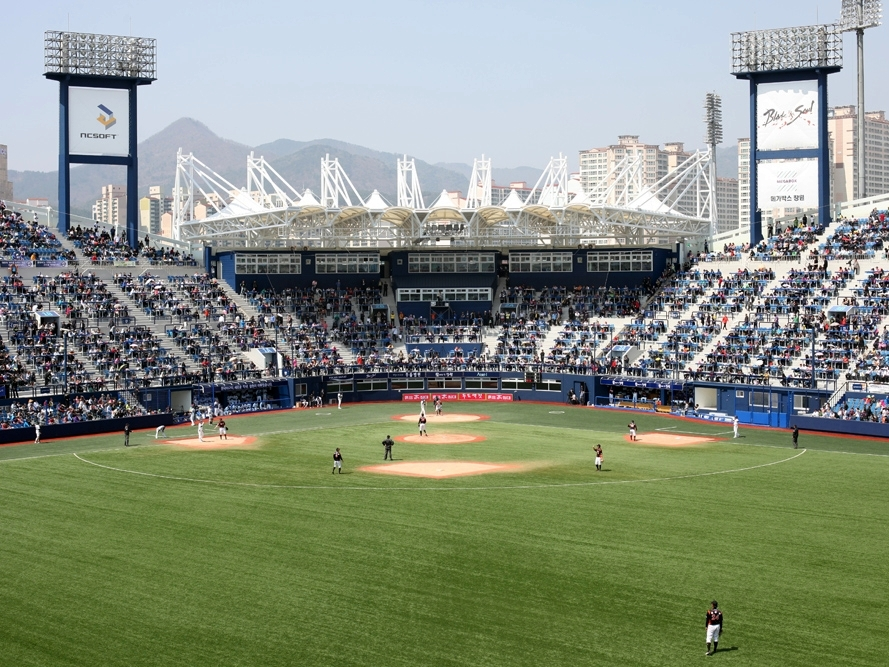
마산종합운동장 야구장
마산 메트로시티 (옛 한일합섬 마산공장 부지)
경남은행 본점
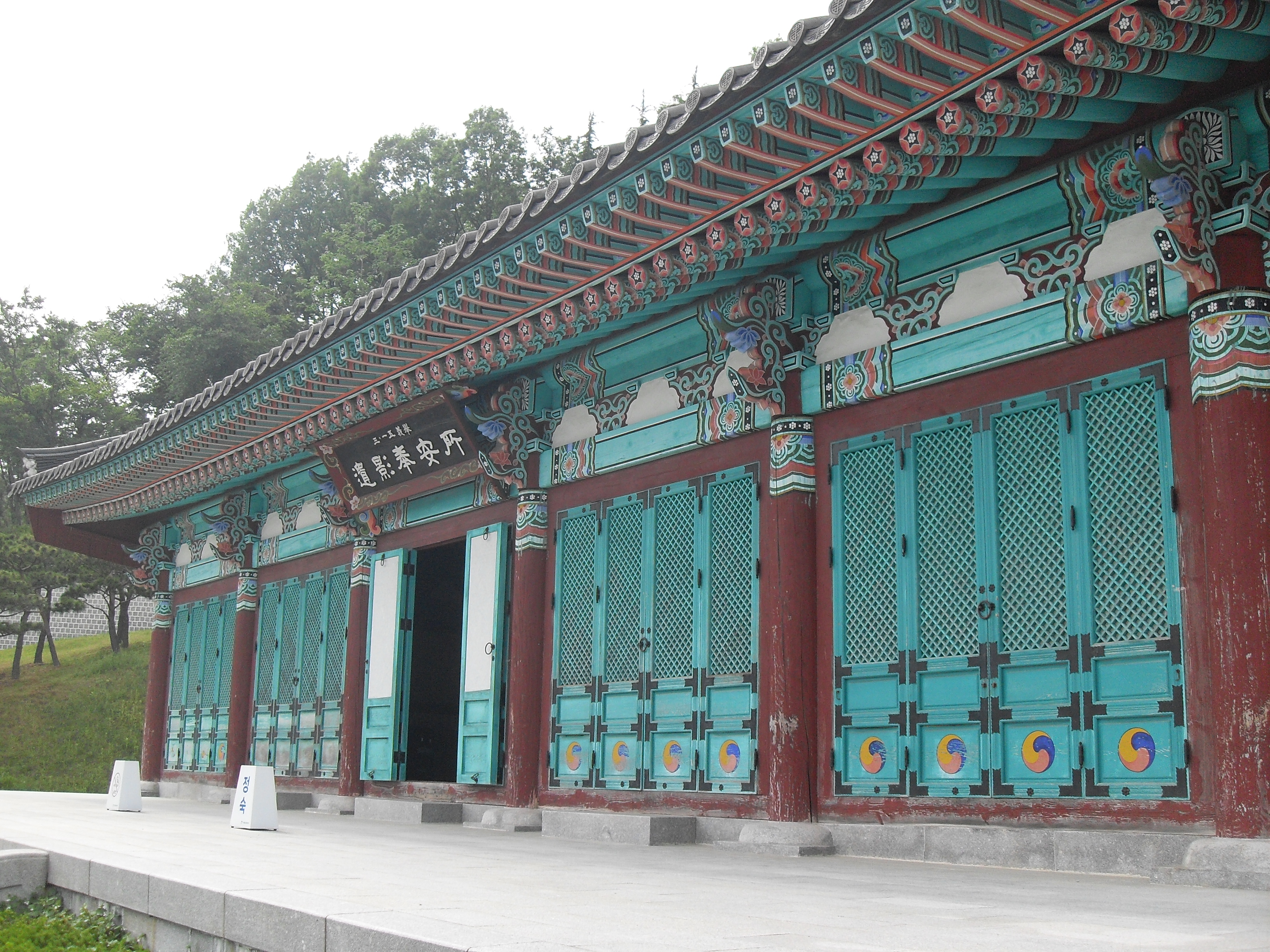
3.15 국립묘지 유영봉안소
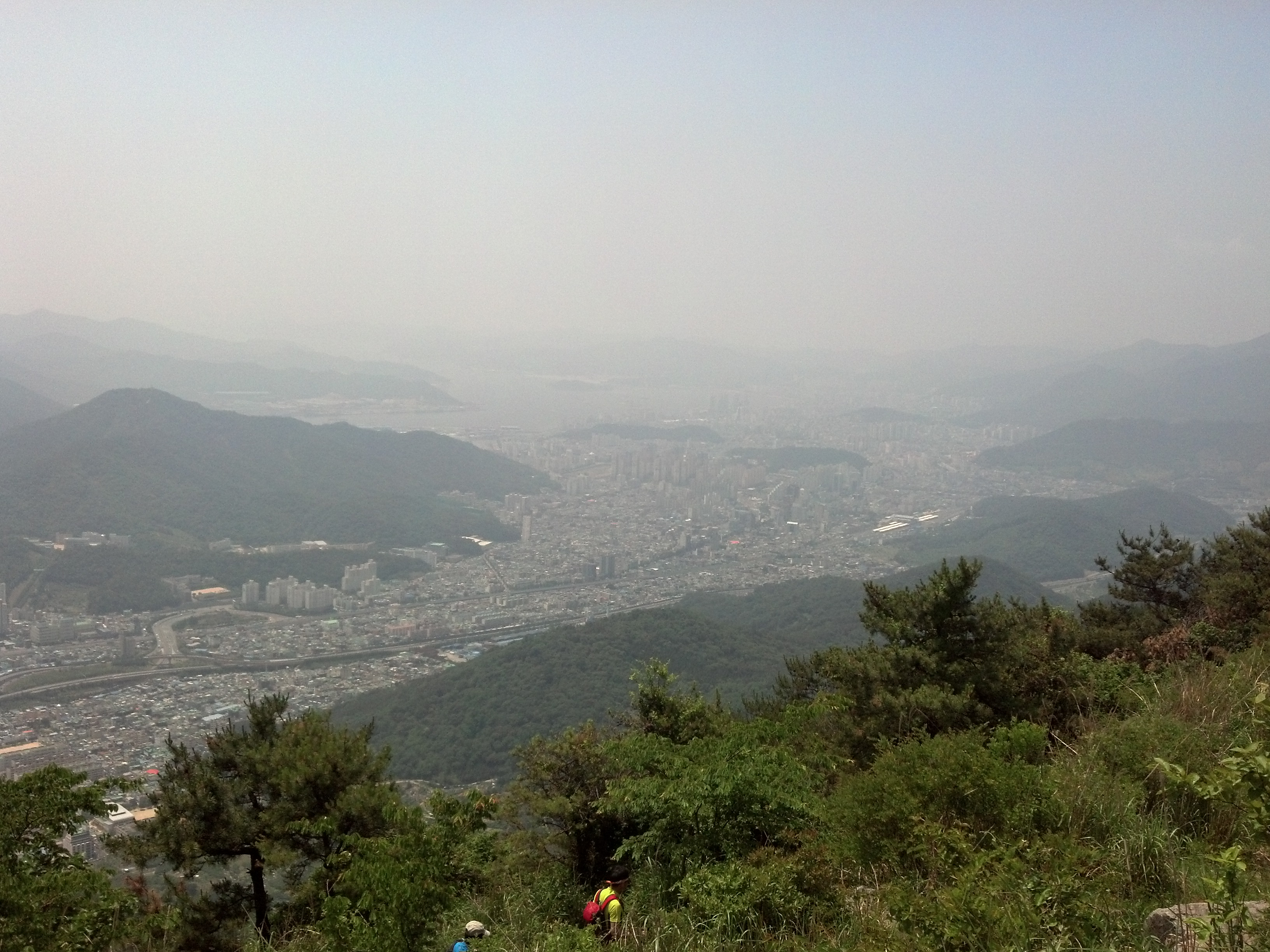
천주산에서 내려다 본 마산회원구

## 자매 결연 도시
- 미국 메릴랜드주
- 노르웨이 스타방에르
- 대한민국 안양시
- 일본 도요오카시

## 같이 보기
- 창원시
- 마산시
- 의창구
- 성산구
- 마산합포구
- 진해구